# Corydoras multiradiatus
Corydoras multiradiatus, thường được gọi là cá chuột mũi lợn, là một loài cá da trơn nước ngọt nhiệt đới thuộc chi Corydoras trong họ Callichthyidae. Loài này được tìm thấy ở phía tây lưu vực sông Amazon, thuộc lãnh thổ Ecuador và Peru. Loài này trước đây được đặt trong chi Brochis, một danh pháp đồng nghĩa của Corydoras.
Tên của loài này, multiradiatus, được ghép từ multi ("nhiều") và radiatus ("vây tia"), tức chỉ đến số lượng những chiếc vây tia trên vây lưng của nó.

## Mô tả
C. multiradiatus trưởng thành dài khoảng 5 – 7 cm. Chúng thường sống ở tầng đáy của các sông hồ, thích hợp với môi trường nước có độ pH từ 6,0 đến 7,2, độ cứng của nước khoảng 15 dGH và nhiệt độ khoảng từ 21 đến 24 °C. Thức ăn chủ yếu của C. multiradiatus là giun, côn trùng, động vật giáp xác và rong rêu. Cá mái đẻ trứng trong thảm thực vật dày và không bảo vệ trứng. Ở C. multiradiatus trưởng thành, cá đực có xu hướng nhỏ hơn so với cá mái.
Chi Brochis được phân biệt với các chi khác bởi số vây tia ở vây lưng của chúng. Các loài Brochis có hơn 10 vây tia, trong khi tất cả các thành viên khác của phân họ Corydoradinae chỉ có 7. C. multiradiatus có 17 vây tia ở vây lưng và có phần mỏ như mũi của loài heo; đặc điểm này không có trong các loài của chi Brochis.
Tương tự như các loài khác trong Corydoras, C. multiradiatus cũng được nuôi làm cá cảnh. Chúng thường bị nhầm lẫn với loài họ hàng là Corydoras splendens, nhưng C. splendens có ít vây tia ở vây lưng hơn (11 - 12 cái).